# Gordonstoun
Gordonstoun er en privat dag- og kostskole for drenge og piger beliggende i Duffus, Moray, Skotland. Skolen er opkaldt efter en 61 hektar store ejendom, som var ejet af Sir Robert Gordon i det 17. århundrede. Ejendommen består stadig og bliver brugt som integreret del af skolens campus. Optagelse på skolen sker gennem en ansøgning, som godkendes efter interview, hvor henvisninger og karakterblade fra tidligere institutioner skal evalueres. Gordonstoun er en af de sidste fuldt ud funktionelle kostskoler tilbage i Storbritannien.
Gordonstoun blev grundlagt i 1934 af den tyske lærer Kurt Hahn og har omkring 500 indskrevne kostskoleelever samt 100 dagselever i alderen mellem 6 og 18 år. Skolen har omkring 100 fastansatte lærer, hvilket resulterer i et relativt lavt antal lærer pr. antal elever-forhold i forhold til andre uddannelsesinstitutioner i Storbritannien. Gordonstoun råder over otte beboelsesbygninger til elever og lærere efter det niende, Altyre-huset, blev lukket i sommeren 2016. To bygninger ud af de otte består det fra 17. århundrede og er en del af den oprindelige Gordonstoun-ejendom. De øvrige seks bygninger er siden skolens åbning blev renoveret eller bygget.
Gordonstoun har haft flere bemærkelsesværdige alumner. Tre generationer af det britiske kongehus er blevet uddannet på Gordonstoun, herunder prins Philip, hertug af Edinburgh, og hans søn Charles, prins af Wales . Derudover har musikeren David Bowies søn, Duncan Jones, gået på Gordonstoun, Luca Prodan, grundlægger af det bandet Sumo og ligeledes Jason Connery, søn af skuespilleren Sir Sean Connery, har også gået på Gordonstoun. På grund af Hahns baggrund og indflydelse har skolen haft en tæt forbindelse med Tyskland, og skolen er en del af Round Square Conference of Schools, en samling på mere end 80 skoler over hele verdenen, hvis undervisning er baseret på Hahns metoder. Omkring 30% af de studerende på Gordonstoun kommer fra udlandet.